# 강영수 (정치인)
강영수(1966년 12월 7일 ~ )는 조선민주주의인민공화국의 정치인이다. 전 조선로동당 중앙위원회 후보위원 겸 내각 도시경영상이다. 최고인민회의 제13기 대의원이다.

## 이력
1966년 12월 7일에 태어났다. 2012년 9월 리원일 후임으로 황해북도 인민위원회 위원장에 임명되었다. 2013년 4월, 황학원 후임으로 내각 도시경영상에 임명되었다. 2016년 5월 조선로동당 제7차 대회에서 조선로동당 중앙위원회 후보위원으로 선출되었다.

## 최고인민회의 대의원
2014년 3월 최고인민회의 제13기 대의원에 선출되었다.